# 大吉祖荘
大吉祖荘（おおぎそのしょう）は、美濃国恵那郡の木曾谷北部にあった荘園。現在の長野県木曽郡木曽町・木祖村付近と推定される。
木曾地域の所属については信濃国・美濃国の間で争いがあり、公式に美濃国恵那郡から信濃国筑摩郡に移されたのは中世後期と推定されている（詳細は恵那郡を参照のこと）ため、本項目では美濃国の荘園として扱う（現在の木曽郡の成立は明治時代のことである）。
文献としての唯一の出典は、『吾妻鏡』文治2年3月12日条に記載された「関東知行国乃貢未済荘々注文」の中に【信濃国 宗像少輔領 大吉祖庄】と記されている。宗像少輔については、藤原北家小一条流の藤原親綱（師綱の子）に比定するのが有力説である。
通説では、木曾谷南部にあった小木曾荘に対して木曾谷北部にあったと考えられている。これに対して、所三男は、「大（オホ）」と「小（ヲ）」を音韻の混同と捉え、小坂が大坂に発音・表記が変化したように、小木曾荘が大吉祖荘とも呼ばれたのではないか（つまり、同一の荘園である）とする説を唱えている。また、所は宗像少輔は領家で、本家は13世紀末の記録に小木曾荘の領主として知られている仁和寺無量寿院と推定している。
また、木曾義仲が居館を構えて美濃国一宮である南宮大社を勧請して南宮神社を建てたと伝えられている旧日義村（現在の木曽町日義・同町日義宮ノ越）が中心であったとする説もあるが、義仲との関係も含めて史料の不足などでこれ以上は不明となっている。